# 南賽尼特 (英國國會選區)
南賽尼特（英語：South Thanet），英國國會一郡選區，包括英格蘭東南部肯特郡賽尼特區和多佛爾區一部。始設於1983年。
本區是保守黨和工黨爭持的選區。在2010年大選中保守黨的羅拉·桑迪斯以48.0%選票擊敗尋求連任的斯蒂芬·雷迪曼。2015年英國獨立黨黨魁奈傑爾·法拉奇在本區挑戰保守黨人失敗。